# 비아스
비아스(Bias)는 그리스 신화에 나오는 아미타온과 에이드메네의 아들이다. 필로스 왕 넬레우스의 딸 페로에게 청혼하였는데, 넬레우스는 테살리아 지방의 필라카이 왕 필라코스의 소를 데려오면 승낙하겠다는 조건을 내세웠다. 필라코스의 소들은 절대로 잠을 자지 않는 사나운 개가 지키고 있었다. 이에 멜람푸스가 형을 위해 필라카이로 가서 감옥살이를 하는 고생 끝에 소를 데려오는 데 성공하였고, 비아스는 페로와 결혼한 뒤 탈라오스라는 아들을 낳았다. 티린스 왕 프로이토스는 딸들이 디오니소스를 숭배하지 않은 벌로 미치광이가 되자, 멜람푸스에게 딸들을 치료해 달라고 부탁하였다. 멜람푸스가 티린스 왕국의 3분의 1을 대가로 요구하자 프로이토스는 거절하였다. 그러나 딸들의 광기가 온 나라의 여자들에게까지 번지자 프로이토스는 다시 멜람푸스에게 치료해 줄 것을 요청하였고, 멜람푸스는 왕국의 3분의 2를 요구하였다. 프로이토스가 승낙하자 멜람푸스와 비아스 형제는 미친 여자들을 쫓아다니며 치료해 준 뒤, 각각 티린스 왕국의 3분의 1씩 차지하여 왕이 되었다. 페로가 세상을 떠난 뒤, 비아스는 프로이토스의 딸 이피아나사와 결혼하여 딸 아낙시비아를 낳았다. 아낙시비아는 뒤에 이올코스 왕 펠리아스의 아내가 되었으며, 탈라오스는 비아스가 죽은 뒤 왕위를 이었다.